# Pływanie na Letnich Igrzyskach Olimpijskich 1900 – 200 metrów stylem dowolnym
Zawody były rozgrywane od 11 sierpnia do 12 sierpnia 1900. Wystartowało 26 zawodników z 10 krajów. 

## Wyniki

### Półfinały
Zwycięzca każdego półfinału kwalifikował się do finału (Q), a spośród pozostałych awansowało pięciu z najlepszymi czasami (q).

#### Półfinał 1
| Poz. | Zawodnik        | Kraj                 | Wynik  | Uwagi |
| ---- | --------------- | -------------------- | ------ | ----- |
| 1.   | Otto Wahle      | Austria              | 2:35,6 | Q     |
| 2.   | Robert Crawshaw | Wielka Brytania      | 2:40,0 | q     |
| 3.   | Julius Frey     | Cesarstwo Niemieckie | 2:50,4 | q     |
| 4.   | Erik Eriksson   | Szwecja              | 3:05,8 |       |
| 5.   | Paolo Bussetti  | Włochy               | 3:35,0 |       |

#### Półfinał 2
| Poz. | Zawodnik      | Kraj            | Wynik  | Uwagi |
| ---- | ------------- | --------------- | ------ | ----- |
| 1.   | Zoltán Halmay | Węgry           | 2:38,0 | Q     |
| 2.   | Peter Kemp    | Wielka Brytania | 2:51,0 |       |
| 3.   | R. Féret      | Francja         | 3:12,2 |       |
| 4.   | Victor Cadet  | Francja         | 3:24,0 |       |

#### Półfinał 3
| Poz. | Zawodnik         | Kraj      | Wynik  | Uwagi |
| ---- | ---------------- | --------- | ------ | ----- |
| 1.   | Frederick Lane   | Australia | 2:59,0 | Q     |
| 2.   | René Tartara     | Francja   | 3:13,0 |       |
| 3.   | Victor Hochepied | Francja   | 3:46,6 |       |
| 4.   | Texier           | Francja   | 3:47,0 |       |
| 5.   | Paul Peyrusson   | Francja   | 3:47,6 |       |
| –    | Pujol            | Francja   | DNF    |       |

#### Półfinał 4
| Poz. | Zawodnik             | Kraj              | Wynik  | Uwagi |
| ---- | -------------------- | ----------------- | ------ | ----- |
| 1.   | Jules Clévenot       | Francja           | 3:05,0 | Q     |
| 2.   | Herman de By         | Holandia          | 3:10,4 |       |
| 3.   | Fred Hendschel       | Stany Zjednoczone | 3:42,0 |       |
| 4.   | Richard von Foregger | Austria           | 4:32,0 |       |
| 5.   | Jacques Léauté       | Francja           | 4:39,4 |       |

#### Półfinał 5
| Poz. | Zawodnik            | Kraj            | Wynik  | Uwagi |
| ---- | ------------------- | --------------- | ------ | ----- |
| 1.   | Karl Ruberl         | Austria         | 2:22,6 | Q     |
| 2.   | Frederick Stapleton | Wielka Brytania | 2:47,0 | q     |
| 3.   | Louis Martin        | Francja         | 2:47,4 | q     |
| 4.   | Maurice Hochepied   | Francja         | 2:48,0 | q     |
| 5.   | A. Adam             | Francja         | 4:28,0 |       |
| 6.   | Ronaux              | Francja         | 4:36,4 |       |

### Finał

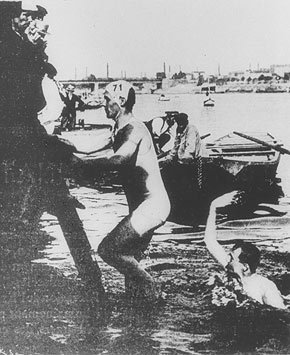
Frederick Lane

| Poz.   | Zawodnik            | Kraj                 | Wynik    | Uwagi |
| ------ | ------------------- | -------------------- | -------- | ----- |
| złoto  | Frederick Lane      | Australia            | 2:25,2   |       |
| srebro | Zoltán Halmay       | Węgry                | 2:31,4   |       |
| brąz   | Karl Ruberl         | Austria              | 2:32,0   |       |
| 4.     | Robert Crawshaw     | Wielka Brytania      | 2:45,6   |       |
| 5.     | Maurice Hochepied   | Francja              | 2:53,0   |       |
| 6.     | Frederick Stapleton | Wielka Brytania      | 2:55,0   |       |
| 7.     | Jules Clévenot      | Francja              | 2:56,2   |       |
| 8.     | Julius Frey         | Cesarstwo Niemieckie | 2:58,2   |       |
| 9.     | Louis Martin        | Francja              | nieznany |       |
| –      | Otto Wahle          | Austria              | DNS      |       |